# 陳亮達
陳亮達（2002年10月26日—2022年5月24日），臺灣高雄市鳳山區人，從出生就無腿，在臺灣身障游泳比賽屢屢獲獎。

## 運動生涯

### 學習游泳
陳亮達生於2002年10月26日，母親陳靜怡。父親陳仁宗回憶，妻子懷孕時經過十多次超音波檢查皆無發現異常，沒想到孩子出生便無雙腳小腿，右手食指、中指與無名指也沾黏併指。醫師研判可能是陳母懷孕時感冒，染上病毒所致。出生後因父母忙著賣魚，由祖母陳林美英一手帶大。原先家人不願帶陳亮達外出，後來祖母決定讓他就讀鳳山體育場旁的福幼幼稚園，學習與其他孩童相處。陳林美英回憶，孫子兩歲多時坐嬰兒車出去，就知以浴巾遮蓋雙腳，表現很自卑，遇有生人就躲在她後面。
2005年夏天，陳林美英帶著陳亮達去看堂哥學游泳時，被教練梁國禛建議陳亮達學游泳復健。陳仁宗原先認為讓無腿的兒子學游泳不妥，但知道梁國禛曾是殘障運動會國家代表隊教練，就放心。一開始陳亮達下水就哭，直到兩個月後才真正適應。不到一年時間，陳亮達50公尺自由式已進步到1分20秒，50公尺仰式也有1分24秒。祖母常帶著陳亮達、兄長陳亮融游泳池練習。陳亮達因常來鳳山青年溫水室內游泳池游泳，業者見狀就給與免費待遇。

### 參加比賽
陳亮達在五歲時到高雄市立國際游泳池參加游泳比賽時，第一次比賽的他原先見水太深，害怕地抓住水道線不敢游，在觀眾加油聲才慢游到終點，讓觀眾動容。該年2007年報導，他參加高雄縣中小學聯合運動會50公尺仰式，得到1分24秒23的成績。次年，陳亮達在中華民國殘障體育運動總會會長盃游泳錦標賽第1名與第3名、高縣中小學聯合運動大會游泳比賽第2名。
導演薛少軒在2009年拍攝電影《2分20秒》時，原先到高雄縣立游泳池只是想取景，見到了陳亮達，特地將他帶入。劇情成了片中男主角受到「達達」殘而不癈的精神激勵，立志要超越自己游泳成績。陳林美英還擔憂影片賣座不佳，會在游泳池叫大家趕快去看電影。當年4月19日，陳亮達去屏東縣恆春鎮參加海上3000公尺長泳，是全部3681名參加者中，年紀最小的。6月27日，臺北市榮星公園溫水游泳池開幕，特地從高雄請來陳亮達等一群身心障礙者試游。
2010年5月8日，鳳山市公所舉辦模範母親表揚大會，陳林美英因培育陳亮達而得表揚。7月3日，就讀鳳山國小一年級的陳亮達參加高雄市議長盃分齡游泳錦標賽時，六年來已獲得百面獎牌、獎狀。
2014年9月4日，體育署出版新書《逆光飛翔的天使》，內容收錄陳亮達等去年總統教育獎十二位體育類得主的故事。
2018年10月7日，2018年亞洲帕拉運動會男子S7級200公尺混合式決賽，陳亮達以2分55秒90摘銀，替中華代表團摘下本屆亞帕運首面獎牌。2020年全國身心障礙國民運動會，陳亮達在S7級100公尺仰式、S7級100公尺自由式、S7級400公尺自由式、S7級50公尺自由式、S7級50公尺蝶式、SB6級100公尺蛙式、SM7級200公尺混合式皆得到金牌。2021年中華民國全國疫情第三級警戒時，他一度有兩個月沒有下水，只能靠陸上訓練提升體能，之後2021年8月27日2020年夏季残疾人奥林匹克运动会游泳比赛SM7級200公尺上游出2分54秒，排小組第五，無緣晉級決賽。
高雄市政府運動發展局在2022年製作的運動年曆，以陳亮達為7月的運動明星主角之一，並且格言是「不要害怕和別人不一樣」。

### 意外身亡
2022年5月24日晚，正就讀正修科技大學休閒與運動管理系一年生的陳亮達與朋友到釣蝦場聚會後，於11時許騎機車返家行經鳥松區公園路與恆山巷口時，疑天雨路滑過彎自摔，遭對向高雄客運公車輾斃。在鳳山雙慈殿、觀音山金寶塔、大仁禮儀公司的出錢出力下，6月1日告別式後，安葬於高雄觀音山金寶塔。9月5日，遺族從市長陳其邁代領「傑出選手獎」。